# 阮祥三

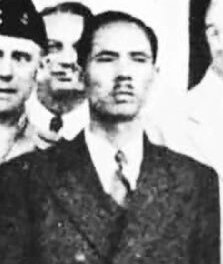
阮祥三

阮祥三（越南语：／，發音：[ŋwiən˦ˀ˥ tɨəŋ˨˩ taːm˧˧]；1906年7月25日—1963年7月7日），越南作家，越南國民黨黨員，筆名一灵（越南语：／，發音：[ɲət̚˧˦ lïŋ˧˧]）。
阮祥三是海陽省錦江縣人，原籍廣南省。1932年和概興一起創辦《風化週報》，任主編。1933年成立自力文團。《風化週報》關閉後，創辦《今天報隊》。1940年開始政治活動，越南民主共和國成立後曾經擔任外交部長。1951年在西贡成立鳳江出版社，出版《今日文化》雜誌。1963年被越南共和國政府指控反政府罪，自殺身亡。
主要作品有《斷絕》、《冷淡》（1936年）、《白蝴蝶》（1939年）、《秋陽》（1934年）等長篇小說和《紡絲人》（1927年）、《你要活著》（1934年）、《兩種美麗》（1934年）、《兩個金色的下午》（1937年）、《朋友》（1937年）、《新橋村》（1958年）、《清水河流》（1961年）、《啞情》（1961年）、《愛夫》（1961年）等短篇小說。其作品具有浪漫主義的風格。